# Tasaday
Los Tasaday fueron un grupo de gente aislado, que supuestamente fue descubierto en junio de 1971, en el interior de la selva de la isla de Mindanao, Filipinas. Según se informó en la prensa, todavía vivían en la Edad de Piedra, lo que fue presentado como un descubrimiento extraordinario, atrayendo a prestigiosos antropólogos y estudiosos. En la década de 1980 volvió a ser noticia, cuando se reveló que todo había sido un fraude.

## La tribu
Se describió como una tribu de tan solo 26 personas que vivían prácticamente desnudos, habitantes de cuevas, que fabricaban sus propias herramientas y utensilios. Eran endogámicos, jamás habían tenido contacto alguno con la civilización contemporánea y su alimentación se basaba mayoritariamente en el consumo de insectos y algunas ranas o anfibios. Sus prácticas de supervivencia se asemejaron con las de la vida en la Edad de Piedra, habitando como cazadores y recolectores nómadas.

## Fraude
En 1966 un cazador encuentra a varios individuos pertenecientes a una tribu desconocida. Esta noticia llega a oídos del antropólogo Manuel Elizalde Jr., quien se encarga de localizar el hábitat de los Tasaday. El 8 de julio de 1971 se publica en el Daily Mirror la primera noticia sobre esta tribu, algo que generó una gran expectación. No obstante, el gran impacto llegó con el extenso reportaje de National Geographic en agosto de 1972. Miembros de la comunidad científica, medios de comunicación e innumerables curiosos, intentaron conseguir información, fotografías… Para evitar una avalancha de personas, se creó PANAMIN, una agencia gubernamental para la protección de las minorías étnicas, que dirigía el propio Elizalde, y que restringía el acceso a lo que se convirtió en un parque natural.
A partir de ese momento, los Tasaday se convirtieron en una especie de atracción que captaba la atención de diversas personalidades, como la actriz Gina Lollobrigida.
Con el tiempo fue decayendo el interés y PANAMIN se despreocupó por el cumplimiento de las restricciones. Aprovechando esta situación, en marzo de 1986, el periodista filipino Joey Lozano y el antropólogo suizo Oswald Iten, se acercaron a aquel territorio, su sorpresa fue encontrar a aquellos supuestos hombres de las cavernas vestidos con camisa y pantalón; y viviendo en una casa convencional alejada de las cuevas.
La verdad salió a la luz poco tiempo después, cuando se destapó que había sido el propio Elizalde el que obligó a esos individuos a actuar de esa manera.